# Tramvajová trať Hlubočepy – Sídliště Barrandov
Tramvajová trať Hlubočepy – Sídliště Barrandov je tramvajová trať v Praze, nacházející se v jihozápadní části města. Spojuje sídliště Barrandov s Hlubočepy. Její výstavba probíhala od srpna 2001 do srpna 2004, trať byla zprovozněna 29. listopadu 2003.
V době zprovoznění bylo předpokládáno brzké prodloužení o 1,8 km do Holyně, v roce 2008 bylo plánováno na rok 2011. Navazující trať do Holyně byla zprovozněna v roce 2022, závěrečný úsek do Slivence roku 2023.

## Popis tratě
Trať, dlouhá 3,5 km, vede od tramvajové smyčky Hlubočepy v údolí Dalejského potoka, nedaleko jeho ústí do Vltavy, po dvou estakádách o celkové délce 761 m přes Dalejský potok a Růžičkovu rokli. Rošt, na kterém je umístěna trať, byl postupně spouštěn odshora dolů, z barrandovské strany směrem k Vltavě. Až k počátku sídliště je trať téměř rovnoběžná s důležitou kapacitní komunikací K Barrandovu, poté vede sídlištěm a končí na jeho západním okraji. Trať je ukončená smyčkou, a je napájena pomocí dvou měníren. Maximální podélný sklon činí 6,9 %, což však v pražské síti není nejvíce.
Celá trať je vedena po samostatném drážním tělese, není součástí pozemní komunikace. Lamačova a Tréglova ulice jsou v sídlišti překonány pomocí podjezdů, ulice Slivenecká a Do Klukovic úrovňovými přejezdy zabezpečenými světelnou signalizací; vyznačení přejezdů dříve neslo hybridní znaky křižovatky, železničního přejezdu a místa vjezdu na pozemní komunikaci ale jeho správnost byla sporná. Kolem roku 2016 byly kříže odstraněny. Rovněž způsob vyznačení a zabezpečení přechodů je diskutabilní a přechody byly po smrtelné nehodě předlažďovány a dovybavovány. Dva úrovňové přejezdy jsou určeny pouze pro služební automobily k obsluze měníren atd.
Kolejový svršek je otevřený, v části tratě zatravněný, v prostoru stanic pak také dlážděný, koleje jsou upevněny na pražcích. Trolejové vedení a osvětlovací tělesa jsou upevněny nikoliv na sloupech, ale na kruhových portálech, které jsou v sídlištní části v povrchových úsecích trati propojeny protihlukovou stěnou.
Od března do konce května 2020 probíhala rekonstrukce tratě, při níž byla většina žlábkových kolejnic nahrazena železničními bez žlábku a z většiny tratě bylo odstraněno zatravnění kolejového svršku (vyjma úseků před tunely u zastávky Chaplinovo náměstí). Při rekonstrukci bylo dále provedeno mnoho dalších drobnějších úprav. Součástí rekonstrukce byla též úprava smyčky Sídliště Barrandov, založení rozvětvení a položení 40 metrů nových kolejí pro připravovanou trať do Slivence. Její první úsek do Holyně byl zprovozněn roku 2022, druhá etapa do Slivence v roce 2023.

## Zastávky
Barrandovská trať má unikátní architektonické ztvárnění stanic. Ty jsou koncipovány jako zastřešené, s ocelovými konstrukcemi, prosklené, s bočními nástupišti. Každá z nich má svoji specifickou barvu. Autorem designu zastávek je architekt Patrik Kotas.

### Seznam zastávek
- Hlubočepy (bílá)
- Geologická (žlutá)
- K Barrandovu (modrá)
- Chaplinovo náměstí (červená)
- Poliklinika Barrandov (zelená)
- Sídliště Barrandov (bílá)

## Fotogalerie

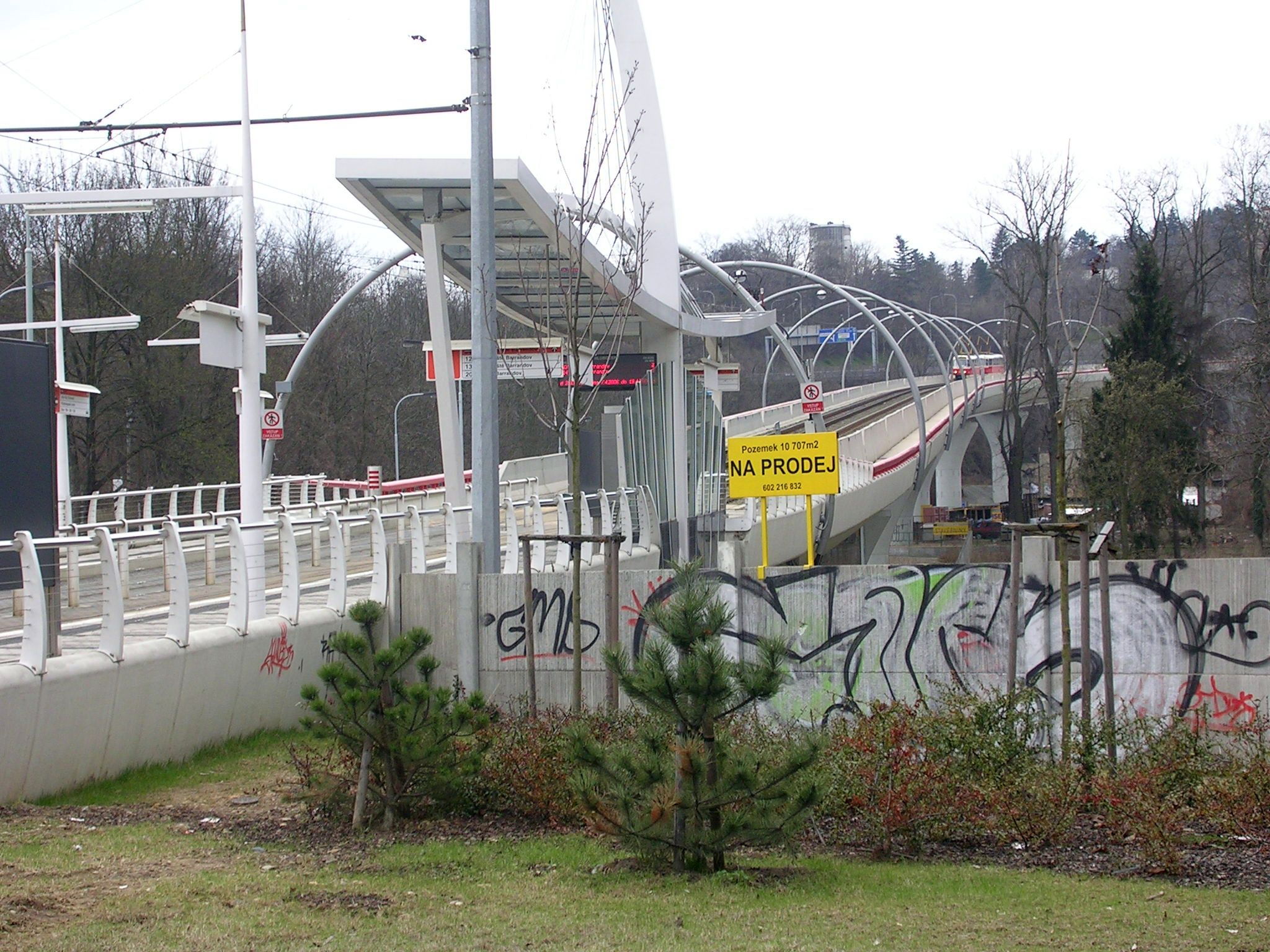
Stanice Hlubočepy, v pozadí tramvajová estakáda ve směru vzhůru k zastávce Geologická
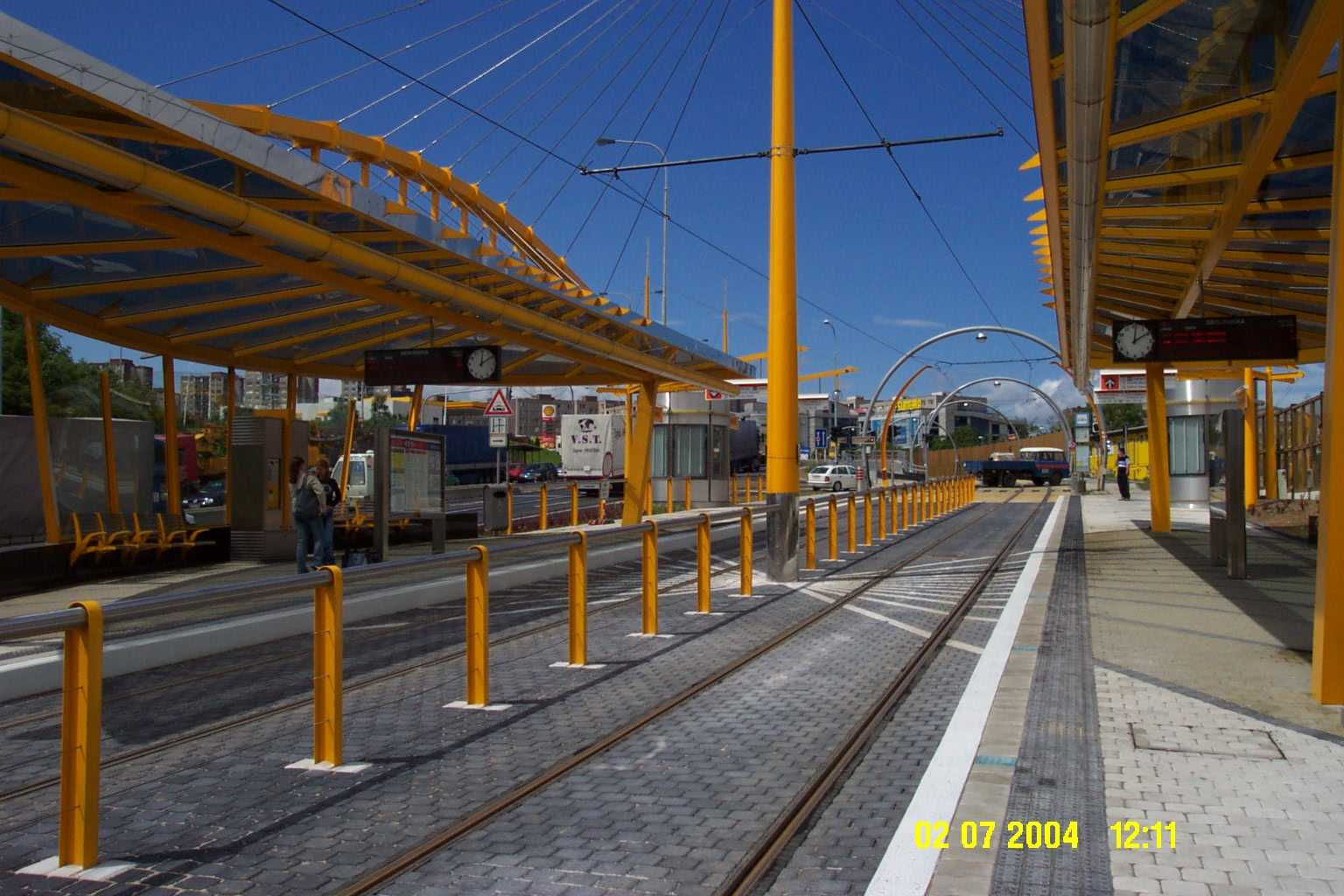
Stanice Geologická
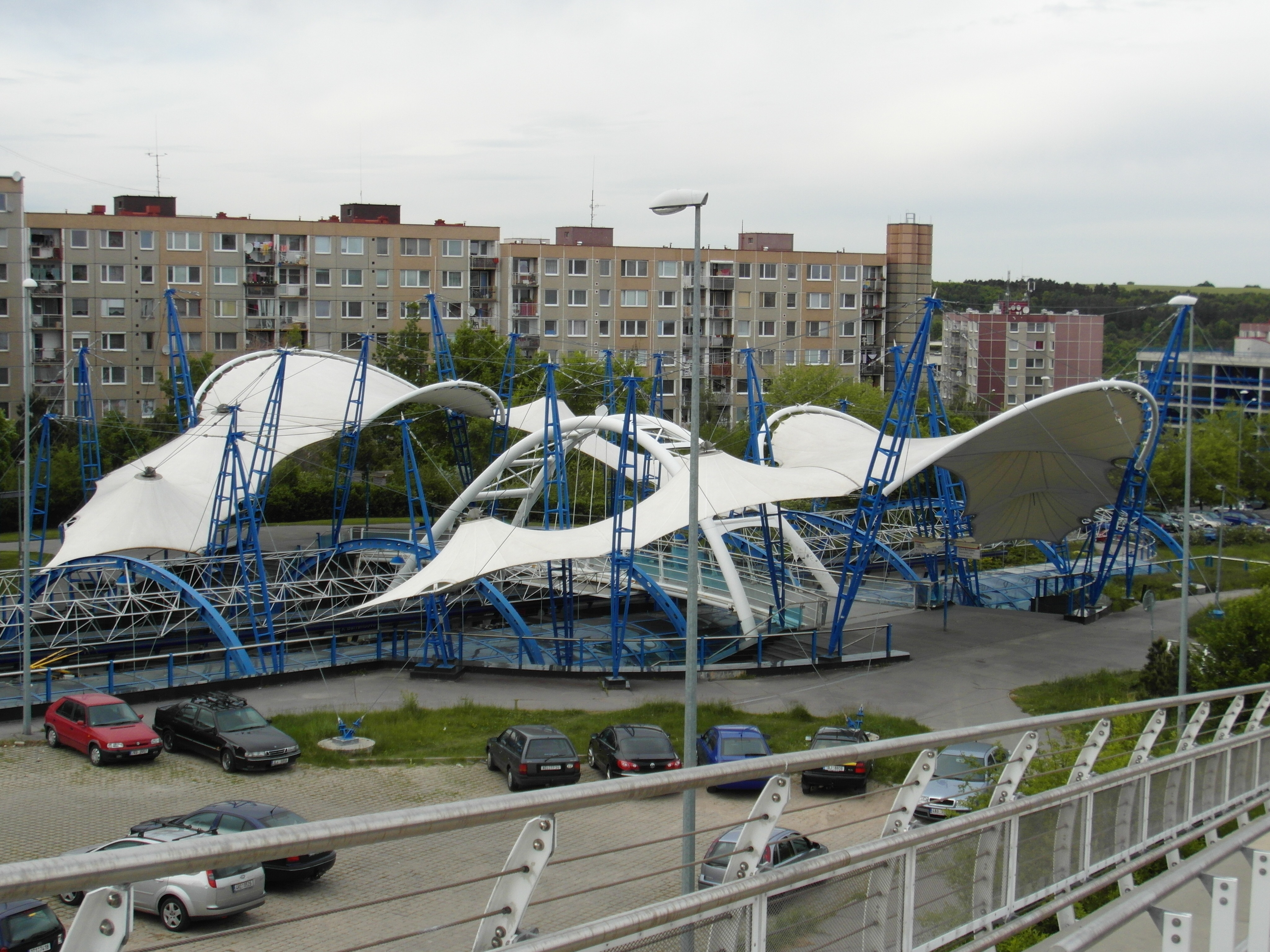
Stanice K Barrandovu
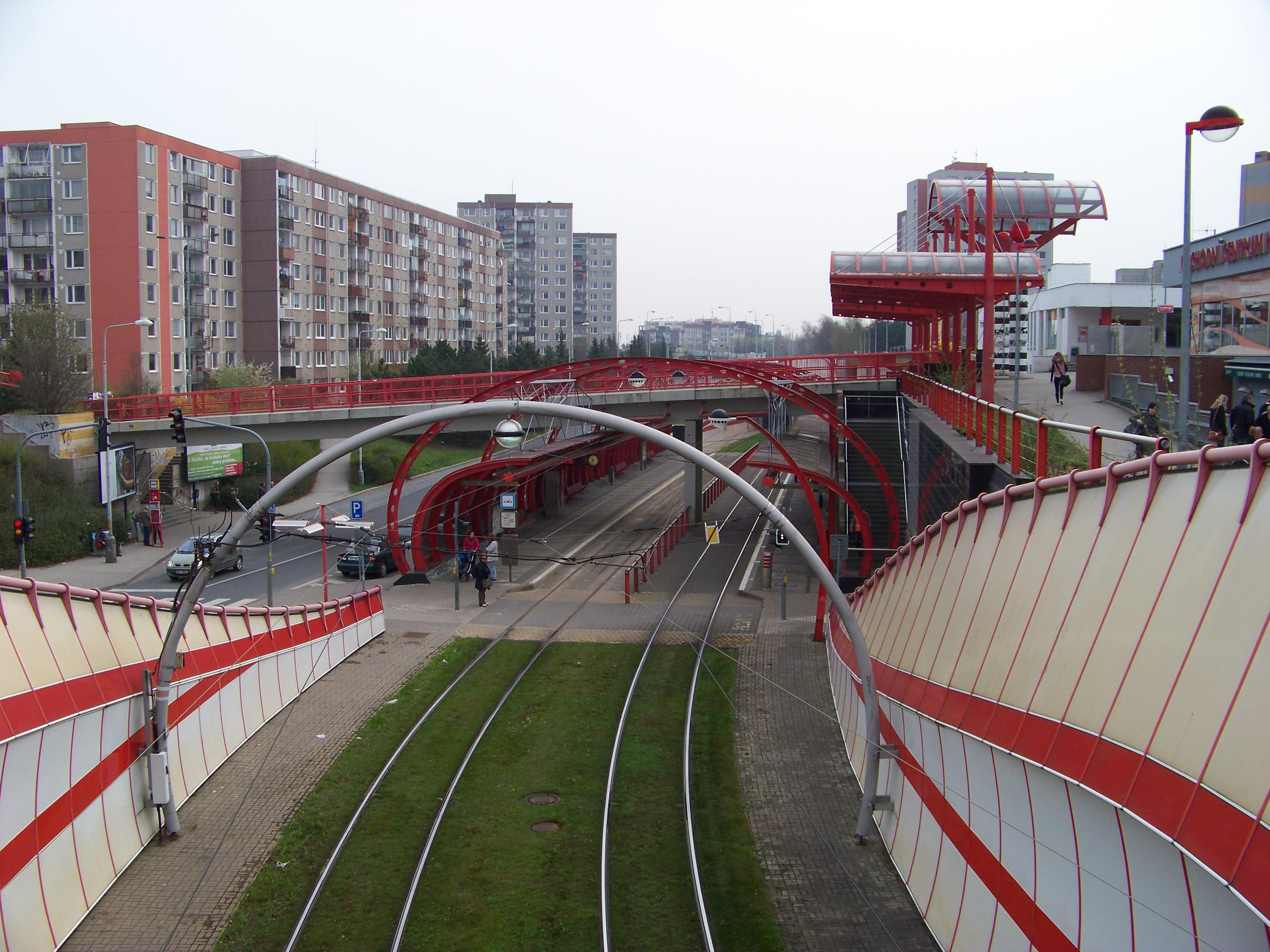
Stanice Chaplinovo náměstí
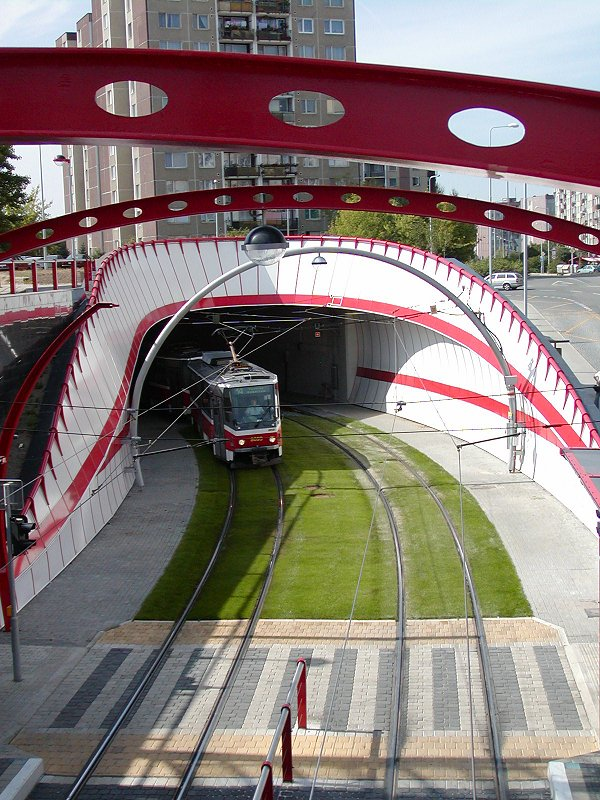
Tunel pod Tréglovou ulicí, pohled od Chaplinova náměstí
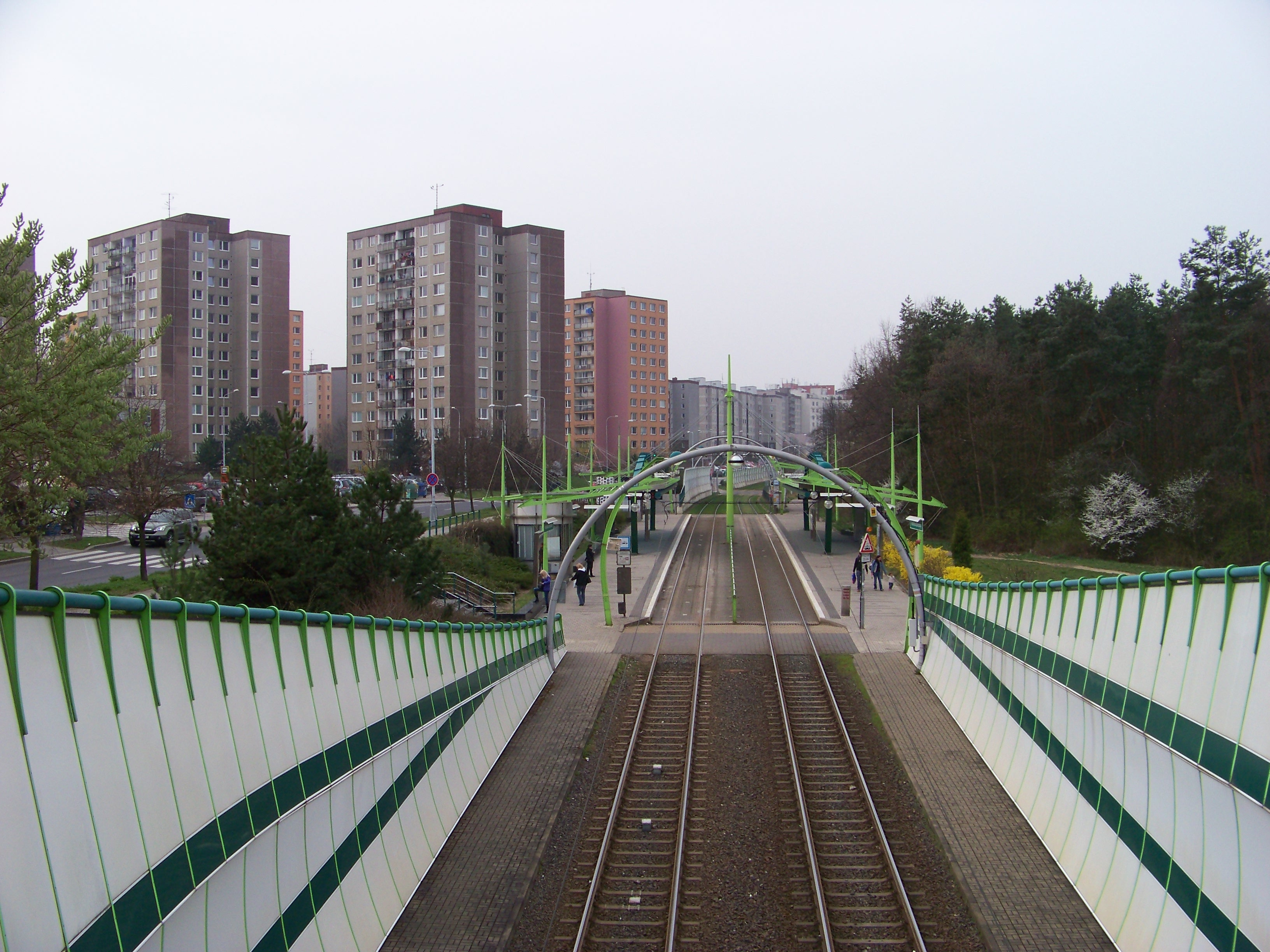
Stanice Poliklinika Barrandov
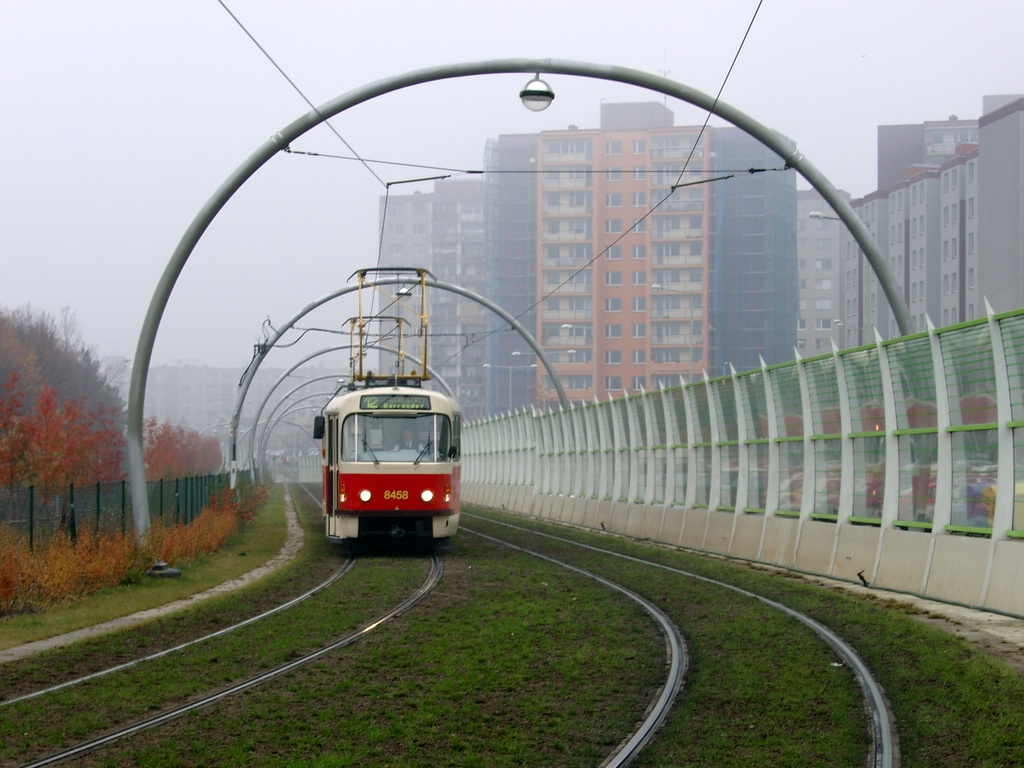
Zatravněný kolejový svršek a protihluková bariéra u trati v úseku Poliklinika Barrandov – Sídliště Barrandov
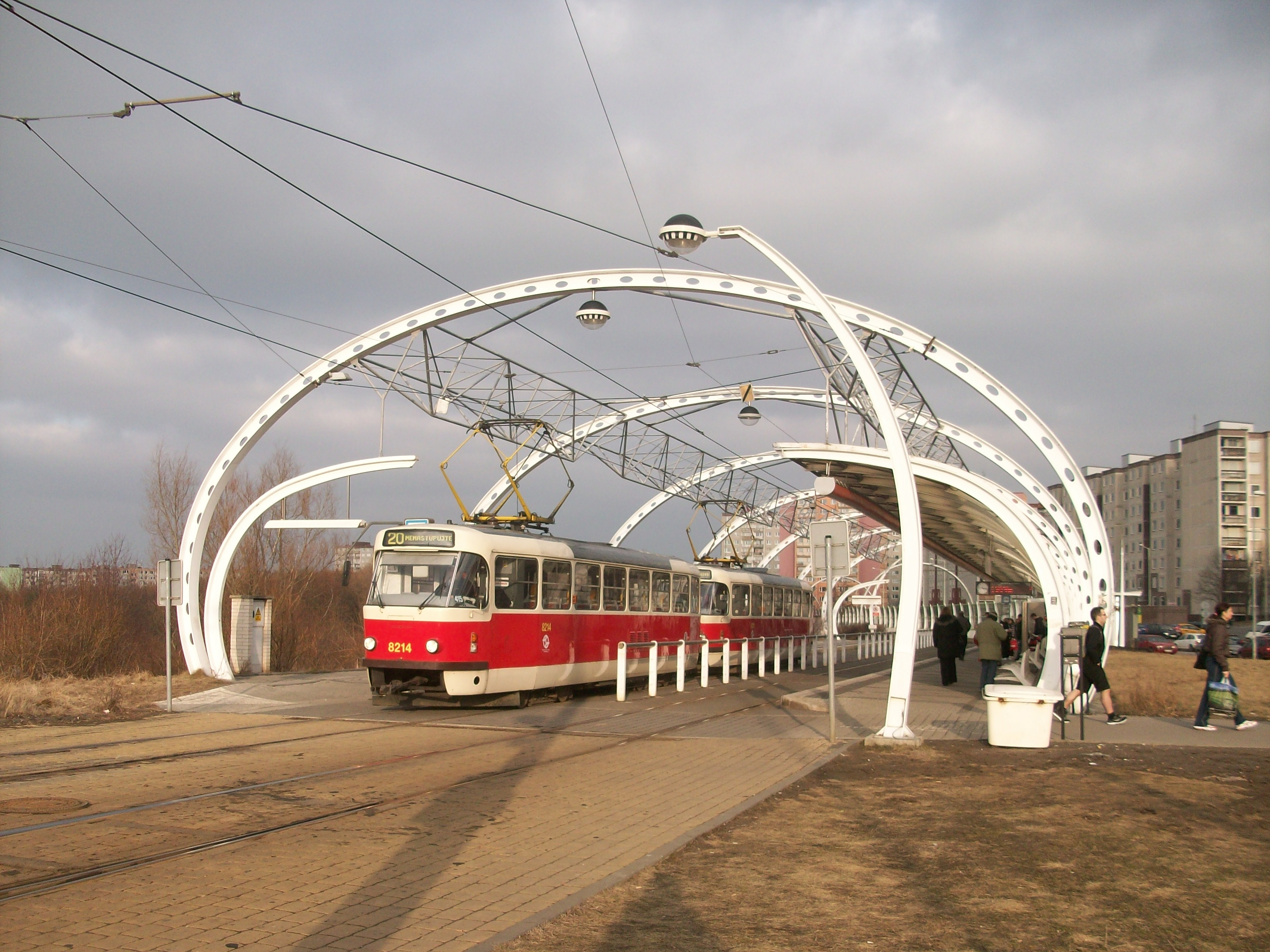
Stanice Sídliště Barrandov

## Kritika a problémy
Trať byla vcelku hodnocena většinou kladně, objevily se ale negativní hlasy, především obavy z vandalů a kritika zbytečné nákladnosti celé stavby.
V zimních měsících se projevilo, že některá zastřešení zastávek, podřízená především estetickému hledisku, nejsou dostatečně uzpůsobena k ochraně před povětrnostními podmínkami.
Odborová organizace OSPEA dlouhodobě upozorňovala na to, že křížení tramvajové trati s místními komunikacemi v některých místech není označeno způsobem odpovídajícím platným předpisům a v některých případech nedává smysl. Předmětem kritiky byl rovněž přechod u zastávky Poliklinika Barrandov, který byl navržen s nedostatečnými rozhledovými podmínkami a původně u něj tramvaje ani neměly omezenou rychlost. 17. června 2005 zde došlo ke smrtelné nehodě, sražení jedenáctileté dívky. Následně došlo ke sporu, zda o označení přechodů měl rozhodovat magistrát jako drážní správní úřad nebo úřad městské části Praha 5 jako silniční správní úřad. Většina přechodů pro chodce na trati byla předlážděna, protože vodorovné dopravní značení typu zebry není určeno pro přechod samostatné dráhy. Nejnevhodněji umístěné přechody byly doplněny akustickou signalizací příjezdu tramvají a výstražným dopravním značením. V zastávce Poliklinika Barrandov je chodec přecházející trať informován o příjezdu tramvaje hlášením „Pozor, tramvaj!“
Vzhledem k tomu, že provoz tramvají překračoval hlukové limity pro obytnou oblast, v koncové části trati byla brzy po zahájení provozu omezena rychlost v nočních hodinách na 30 km/h (jediné místo v Praze). V následujících letech byla podobná opatření prováděna na většině pražských tramvajových úseků, kde je trať vedena v těsné blízkosti obytné zástavby, ovšem s omezením na 40 km/h.
Výrazným kritikem architektonického provedení stavby je architekt Adam Gebrian, který trati věnoval jeden z dílů svého pořadu na Stream.cz. Podle něj jsou stanice příliš zdobné, naddimenzované a těžké na údržbu. V rozhovoru z roku 2016 i sám autor projektu Patrik Kotas přiznal, že se realizace tramvajové trati nepovedla z hlediska vybraných materiálů.